# Pause du réchauffement climatique

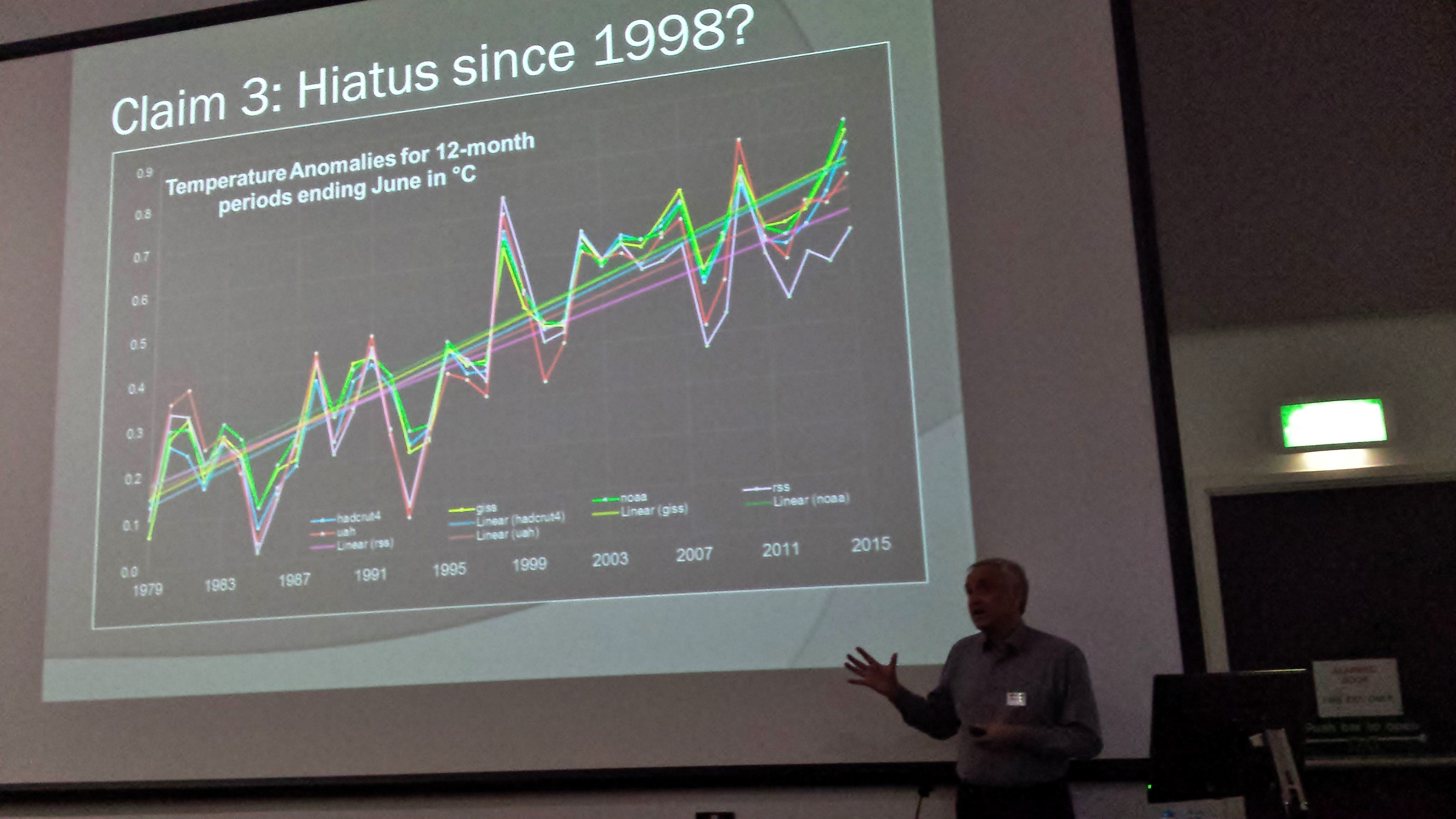
Conférence d’Amardeo Sarma sur le déni du changement climatique.

En choisissant délibérément les périodes appropriées, ici 1998-2012, une « pause » peut être créée, même lorsqu’il y a une tendance au réchauffement continue.

Changement de la température de surface moyenne mondiale de 1880 à 2016, par rapport à la moyenne de 1951 à 1980. La ligne noire est la moyenne annuelle globale et la ligne rouge est la moyenne lissée sur cinq ans. Les barres d'incertitude bleues montrent l’intervalle de confiance à 95 %.

Une pause ou un ralentissement du réchauffement climatique est une période où les températures moyennes en surface changent relativement peu à l’échelle mondiale. Dans l’épisode contemporain de réchauffement de la planète, de nombreuses périodes de 15 ans de ce genre apparaissent dans le registre des températures de surface, à côté de preuves solides de la tendance au réchauffement à long terme. Une telle période de pause est plus courte que les périodes de 30 ans sur lesquelles le climat est d’habitude évalué.
Les allégations faisant état d’une interruption du réchauffement climatique font parler d’elles dans les années 1998 à 2013. En 1998, le phénomène El Niño provoque une élévation exceptionnelle de la température par rapport à la tendance, et la moyenne annuelle subséquente a donc donné l’impression d’une pause : en janvier 2006, certains croient que le réchauffement climatique s’est arrêté. Mais une étude de 2009 montre que les décennies sans réchauffement ne sont pas exceptionnelles, et en 2011, une autre étude montre que si l’on tient compte de la variabilité connue, la tendance à la hausse des températures se poursuit sans relâche. L’intérêt pour ce phénomène augmente en 2013, à l’approche de la publication du cinquième rapport d'évaluation du GIEC. Dans ce rapport, malgré des remarques selon lesquelles une période de 15 ans était trop courte pour déterminer une tendance significative, le GIEC inclut un chapitre sur une interruption, définie comme une tendance linéaire à la hausse beaucoup plus faible sur les 15 années de 1998 à 2012 que sur les 60 années de 1951 à 2012. Diverses études ont examiné les causes possibles du ralentissement à court terme. Même si le système climatique global a continué à accumuler de l'énergie en raison du bilan radiatif positif de la Terre,, les relevés de température à la surface de la Terre indiquent un réchauffement de surface plus lent que dans la décennie précédente. Étant donné que les mesures au sommet de l’atmosphère montrent que la Terre reçoit plus d’énergie qu’elle ne rayonne dans l’espace, l’énergie retenue devrait produire un réchauffement dans le système climatique de la Terre.